# Isabel de Hesse
Isabel de Hesse (em alemão: Elisabeth von Hessen; 13 de fevereiro de 1539 — 15 de março de 1582) foi uma nobre alemã, nascida na Casa de Hesse que se casou com o futuro conde palatino Luís VI.

## Biografia
Isabel era filha do marquês Filipe I de Hesse e da sua primeira esposa, a duquesa Cristina da Saxónia, filha do duque Jorge da Saxónia.
Casou-se no dia 8 de Julho de 1560 com o conde Luís VI do Palatinado. Até Luís assumir o trono, o casal residiu em Amberga. Nem a influência da sua devota esposa luterana convenceu Luís a deixar o catolicismo no Palatinado.
Luís, que sofreu sempre de fraca saúde durante todo o casamento, nomeou vários regentes para o seu filho mais novo incluindo o duque Luís III de Württemberg, o marquês Jorge Frederico de Brandemburgo-Ansbach, a própria Isabel e o irmão dela, Luís.

## Descendência
1. Ana Maria do Palatinado-Simmern (24 de julho de 1561 – 29 de julho de 1589), casada com o rei Carlos IX da Suécia; com descendência.
2. Isabel do Palatinado-Simmern (15 de junho – 2 de novembro de 1562), morreu com poucos meses de idade.
3. Doroteia Isabel do Palatinado-Simmern (12 de janeiro – 7 de março de 1565), morreu com poucos meses de idade.
4. Dorothea (4 de Agosto de 1566 - 10 de março de 1568), morreu com pouco mais de um ano de idade.
5. Frederico Filipe do Palatinado-Simmern (19 de outubro de 1567 - 14 de novembro de 1568), morreu com um ano de idade.
6. João Frederico do Palatinado-Simmern (17 de fevereiro de 1569 - 20 de março de 1569), morreu com um mês de idade.
7. Luís do Palatinado-Simmern (30 de dezembro de 1570 - 7 de maio de 1571), morreu com poucos meses de idade.
8. Catarina do Palatinado-Simmern (abril de 1572 - 16 de outubro de 1586), morreu aos catorze anos de idade.
9. Cristina do Palatinado-Simmern (6 de janeiro de 1573 - 21 de julho de 1619), morreu solteira e sem descendência.
10. Frederico IV, Eleitor Palatino (5 de março de 1574 - 9 de setembro de 1610), casado com a princesa Luísa Juliana de Orange-Nassau; com descendência.
11. Filipe do Palatinado-Simmern (4 de maio de 1575 - 9 de agosto de 1575), morreu com poucos meses de idade.
12. Isabel do Palatinado-Simmern (24 de novembro de 1576 - 10 de abril de 1577), morreu com poucos meses de idade.

## Genealogia
| Isabel de Hesse | Pai: Filipe I de Hesse   | Avô paterno: Guilherme II de Hesse       | Bisavô paterno: Luís II do Baixo Hesse       |
| Isabel de Hesse | Pai: Filipe I de Hesse   | Avô paterno: Guilherme II de Hesse       | Bisavó paterna: Matilde de Württemberg-Urach |
| Isabel de Hesse | Pai: Filipe I de Hesse   | Avó paterna: Ana de Mecklenburg-Schwerin | Bisavô paterno: Magnus II de Mecklemburgo    |
| Isabel de Hesse | Pai: Filipe I de Hesse   | Avó paterna: Ana de Mecklenburg-Schwerin | Bisavó paterna: Sofia da Pomerania-Stettin   |
| Isabel de Hesse | Mãe: Cristina da Saxónia | Avô materno: Jorge da Saxônia            | Bisavô materno: Alberto III da Saxónia       |
| Isabel de Hesse | Mãe: Cristina da Saxónia | Avô materno: Jorge da Saxônia            | Bisavó materna: Sidónia da Boémia            |
| Isabel de Hesse | Mãe: Cristina da Saxónia | Avó materna: Bárbara da Polónia          | Bisavô materno: Casimiro IV da Polónia       |
| Isabel de Hesse | Mãe: Cristina da Saxónia | Avó materna: Bárbara da Polónia          | Bisavó materna: Isabel da Áustria            |